# 388 Arletta Avenue
388 Arletta Avenue este  un film canadian de groază thriller  din 2011. Este regizat de Randall Cole. Vincenzo Natali a fost producător executiv al acestui film. În rolurile principale interpretează Nick Stahl și Mia Kirshner ca un cuplu căsătorit nefericit care este urmărit fără să știe de un intrus. A avut premiera la Festivalul Internațional de Film de la Toronto din 2011, a avut o lansare cinematografică limitată în Canada în iunie 2012 și a fost lansat pe DVD în septembrie 2012.

## Distribuție
- Nick Stahl -   James
- Mia Kirshner - Amy
- Devon Sawa - Bill
- Aaron Abrams  - Alex
- Charlotte Sullivan - Sherry
- Krista Bridges - Katherine
- Gerry Dee - Boss
- Kyle Labine - Co-Worker #1
- David Reale - Co-Worker #2